# Alexander Schmid
Alexander Schmid (Oberstdorf, 9 de junio de 1994) es un deportista alemán que compite en esquí alpino, especialista en la modalidad de eslalon.
Participó en dos Juegos Olímpicos de Invierno, obteniendo una medalla de plata en Pekín 2022, en la prueba de equipo mixto, y el quinto lugar en Pyeongchang 2018, en la misma prueba.
Ganó dos medallas en el Campeonato Mundial de Esquí Alpino, en los años 2021 y 2023. En la Copa del Mundo consiguió tres podios en total.

## Palmarés internacional
| Juegos Olímpicos   | Juegos Olímpicos             | Juegos Olímpicos  | Juegos Olímpicos         |
| Año                | Lugar                        | Medalla           | Prueba                   |
| ------------------ | ---------------------------- | ----------------- | ------------------------ |
| 2022               | Pekín (China)                | Medalla de plata  | Equipo mixto             |
| Campeonato Mundial |                              |                   |                          |
| Año                | Lugar                        | Medalla           | Prueba                   |
| 2021               | Cortina d'Ampezzo (Italia)   | Medalla de bronce | Equipo mixto             |
| 2023               | Courchevel/Méribel (Francia) | Medalla de oro    | Eslalon gigante paralelo |